# Gramàtica històrica catalana
La Gramàtica històrica catalana és una obra de Francesc de Borja Moll escrita en castellà i publicada per l'Editorial Gredos l'any 1952 i traduïda al català i editada per la Universitat de València el 1991. Es tracta d'un extens manual que descriu la gramàtica històrica de la llengua catalana. Consta d'una primera part introductòria, en què l'autor repassa l'extensió geogràfica del català. Després hi ha els apartats que versen sobre la fonètica i la morfologia, seguits pels dedicats al lèxic i la sintaxi.
Francesc de Boja Moll ja havia publicat dues obres gramaticals anteriorment: les Lliçons elementals de gramàtica catalana (1933-1934) i la Gramàtica catalana referida especialment a les Illes Balears (1968). La Gramàtica històrica catalana va aparèixer un any després de la Gramàtica històrica catalana d'Antoni M. Badia i Margarit, publicada en castellà el 1951. Els apartats sobre formació de mots i sintaxi que plantejaren les obres dels dos lingüistes tenen un punt de vista metodològic força diferent.